# Johan Ferdinand Ahlstrand
Johan Ferdinand Ahlstrand, född 3 april 1822 i Norra Solberga socken, Jönköpings län, död 26 januari 1889 i Istorps församling, Älvsborgs län, var en svensk orgelbyggare och organist.
Han lärde sig orgelbyggeri hos sin far Nils Ahlstrand och examinerades 1853. Han byggde ett 15-tal olika orglar och många hade två manualer. De flesta byggdes till Göteborgs och Skara stift.
Det framfördes kritik för tekniska brister i hans instrument. Idag återstår endast några fasader av orglarna.

## Biografi
Ahlstrand var son till organisten och klockaren Nils Ahlstrand och Maja Stina Björklund.. Ahlstrand blev 1843 klockare och organist i Istorps församling.

### Familj
Ahlstrand gifte sig med Carolina Hallberg (1818–1867). De fick tillsammans barnen Fritz Alfred Nicolaus (1849–1935), Carl Robert Amadeus (född 1852), Augusta Maria Olivia (1855–1855), Gustaf Adolf (född 1856) och Anna Maria (1860–1929).

## Orglar
| År   | Ursprunglig kyrka | Stift     | Bild | Manualer | Pedal | Stämmor | Bevarad orgel/fasad | Övrigt                                                                    |
| ---- | ----------------- | --------- | ---- | -------- | ----- | ------- | ------------------- | ------------------------------------------------------------------------- |
| 1852 | Stråvalla kyrka   | Göteborgs |      |          |       | 7       | Nej/Ja              | En ny orgel byggdes 1911 av Johannes Magnusson, Göteborg.                 |
| 1853 | Valinge kyrka     | Göteborgs |      |          |       | 13 1/2  | Nej/Nej             | En ny orgel byggdes 1891 av Salomon Molander & Co, Göteborg.              |
| 1856 | Toarps kyrka      | Skara     |      |          |       | 10      | Nej/Ja              | En ny orgel byggdes 1923 av A Magnussons Orgelbyggeri AB, Göteborg.       |
| 1857 | Horreds kyrka     | Göteborgs |      |          |       | 12      | Nej/Ja              | En ny orgel byggdes 1906 av Thorsell & Erikson, Göteborg.                 |
| 1857 | Skällinge kyrka   | Göteborgs |      |          |       | 10      | Nej/Nej             | Orgeln förstördes 1860 i en eldsvåda.                                     |
| 1860 | Tvååkers kyrka    | Göteborgs |      |          |       | 16      | Nej/Ja              | En ny orgel byggdes 1924 av Furtwängler & Hammer, Hannover, Tyskland.     |
| 1860 | Värö kyrka        | Göteborgs |      |          |       | 20      | Nej/Ja              | En ny orgel byggdes 1947 av Olof Hammarberg, Göteborg.                    |
| 1864 | Listerby kyrka    |           |      |          |       |         |                     |                                                                           |
| 1865 | Spannarps kyrka   | Göteborgs |      |          |       | 10      | Nej/Ja              | En ny orgel byggdes 1928 av M J & H Lindegrens Orgelbyggeri, Göteborg.    |
| 1865 | Surteby kyrka     | Göteborgs |      |          |       | 9       | Nej/Ja              | En ny orgel byggdes 1926 av M J & H Lindegrens Orgelbyggeri AB, Göteborg. |

### Reparationer och ombyggnationer
| År   | Ursprunglig kyrka | Stift     | Manualer | Pedal | Stämmor | Bevarad orgel/fasad | Övrigt |
| ---- | ----------------- | --------- | -------- | ----- | ------- | ------------------- | --- |
| 1864 | Stafsinge kyrka   | Göteborgs |          |       |         | Ja/Ja               | Orgeln var byggd för Tyska kyrkan, Göteborg år 1788 av Johan Everhardt den äldre, Skara. Orgeln flyttades 1864 av Ahlstrand till Stafsinge kyrka och ombyggdes där. 1984 renoverades orgeln av A Magnussons Orgelbygger AB, Mölnlycke. |
| 1883 | Sibbarps kyrka    | Göteborgs |          |       |         | Nej/Ja              | Ahlstrand renoverade och stämde om orgeln 1883. En ny orgel byggdes 1911 av Eskil Lundén. |

## Medarbetare
- 1854–1856 - Johan Malmquist (född 1819) var gesäll hos Ahlstrand.
- 1858–1860 - Christian Sjöberg (född 1838) var gesäll hos Ahlstrand.
- 1858–1861 - Magnus Lundgren (född 1815) var gesäll hos Ahlstrand.
- 1858–1861 - Anders Petersson (född 1832) var gesäll hos Ahlstrand.
- 1861–1862 - Johan Öberg (född 1837) var gesäll hos Ahlstrand.